# Херсоны
Херсоны — хутор в Миллеровском районе Ростовской области.
Входит в состав Волошинского сельского поселения.

## География
Находится недалеко от границы с Украиной.
На хуторе имеется одна улица: Российская.

## Население
| 2010 |
| ---- |
| 82   |